# Mantis indica
Mantis indica är en bönsyrseart som beskrevs av Mukherjee 1995. Mantis indica ingår i släktet Mantis och familjen Mantidae. Inga underarter finns listade i Catalogue of Life.